# BINAP
BINAP (2,2'-bis(difenylfosfino)-1,1'-binaftyl) je organická sloučenina fosforu. Tento chirální ligand se často využívá v asymetrické syntéze. Molekula této látky se skládá ze dvou 2-difenylfosfinonaftylových skupin spojených na pozicích 1 a 1′. V molekule se nenachází žádný stereogenní atom, látka je ovšem osově chirální díky omezené rotaci. Z prostorových důvodů je zde vysoká racemizační bariéra, což omezuje rotaci kolem vazeb spojujících naftalenová jádra.

## Použití v asymetrické syntéze
BINAP se používá v organické syntéze k enantioselektivním přeměnám katalyzovaným komplexy této látky s lehkými platinovými kovy (rutheniem, rhodiem a palladiem). Komplexy s Rh, které objevil Rjódži Nojori se svými spolupracovníky, se používají k přípravě (−)-mentholu.
Jedním z mnoha způsobů použití BINAPu je chemoselektivní hydrogenace, při níž je BINAP v komplexu s rhodiem.
Komplexy se stříbrem jsou také významné; BINAP-AgF může být použit na enantioselektivní protonaci silylenoletherů.
Následné studie odhalily, že podobné difosfiny s menším diedrálním úhlem mezi aromatickými jádry vytvářejí katalyzátory, které jsou více enantioselektivní. Příkladem takového ligandu je SEGPHOS.

## Příprava
BINAP se připravuje z 1,1'-bi-2-naftolu přes jeho bis-triflátové deriváty. Komerčně jsou dostupné oba enantiomery BINAPu, (R)- i (S)-, stejně jako racemická směs.
BINOL může reagovat s chlordifenylfosfinem za vzniku kyseliny fosfinové a difenyl-[1,1'-binaftalen]-2,2'-diylesteru (BINAPO).